# Milius
Milius è un documentario del 2013 diretto da Joey Figueroa e Zak Knutson, che narra la vita del regista John Milius attraverso 65 interviste dei personaggi famosi che l'hanno conosciuto o con cui ha collaborato nel corso della sua carriera.
L'idea di questo documentario nasce da un'intervista effettuata al regista Milius da Ken Plume nel 2003.

## Produzione
Il progetto fu messo in attesa per nove mesi perché l'intervista a John Milius era stata programmata nella settimana in cui il regista fu colpito da un ictus. Le interviste sono state effettuate in dodici stati diversi degli Stati Uniti d'America.
Per completare il documentario, i registi hanno impiegato ben cinque anni.

## Distribuzione
Il documentario è stato presentato in anteprima mondiale il 9 marzo 2013 al festival South by Southwest.

## Premi e riconoscimenti
- 2013 - Sitges - Festival internazionale del cinema fantastico della Catalogna
  - Vinto il New Visions Award